# Filippo Casoni
Filippo Casoni (Sarzana, 6 marzo 1733 – Roma, 9 ottobre 1811) è stato un cardinale e arcivescovo cattolico italiano.

## Biografia
Nacque a Sarzana il 6 marzo 1733, figlio primogenito del conte Leonardo Casoni, patrizio genovese, e di sua moglie, Maddalena Promontorio. Sua sorella minore aveva per nome Violante.
Ricevute le insegne clericali il 3 maggio 1751, il 2 gennaio 1767 si laureò in utroque iure all'università della Sapienza. Successivamente divenne ciambellano di papa Clemente XIII e fu referendario del Tribunale della Segnatura Apostolica dal 22 gennaio 1767.
Successivamente fu governatore di Narni fino al 1770, quindi di Recanati fino al 1785 e infine vice-legato di Avignone fino al 1790, quando i francesi lo costrinsero a spostarsi dapprima a Carpentras, dove divenne rettore del Contado Venassino fino al 1791, poi a Chambéry ed infine a fare ritorno definitivo a Roma. Qui venne nominato vice-legato a Nizza ed ottenne il rango di protonotaro apostolico onorario.
Fu eletto arcivescovo titolare di Perge il 21 febbraio 1794 ed ottenne gli ordini minori il 13 aprile dello stesso anno, venendo consacrato vescovo il 4 maggio successivo a Roma per mano del cardinale Giacinto Sigismondo Gerdil, assistito da Ottavio Boni, arcivescovo titolare di Nazianzo e da Michele Di Pietro, vescovo titolare di Isauropoli. Dal 27 maggio 1794 ottenne inoltre la nomina a nunzio apostolico in Spagna, carica che mantenne sino al 1801.
Papa Pio VII lo elevò al rango di cardinale nel concistoro del 23 febbraio 1801, il 22 marzo successivo ricevette la berretta rossa accompagnata il 26 marzo dal titolo di Santa Maria degli Angeli.
Fu cardinale Segretario di Stato fra il 1806 e il febbraio del 1808, quando si dimise per questioni di salute, avendo giocato un ruolo importante nel contrastare il ruolo di Napoleone sullo Stato della Chiesa.
Morì il 9 ottobre 1811 all'età di 78 anni e fu sepolto nella chiesa di Santa Maria in Portico in Campitelli.

## Genealogia episcopale
La genealogia episcopale è:
- Cardinale Scipione Rebiba
- Cardinale Giulio Antonio Santori
- Cardinale Girolamo Bernerio, O.P.
- Arcivescovo Galeazzo Sanvitale
- Cardinale Ludovico Ludovisi
- Cardinale Luigi Caetani
- Cardinale Ulderico Carpegna
- Cardinale Paluzzo Paluzzi Altieri degli Albertoni
- Papa Benedetto XIII
- Papa Benedetto XIV
- Papa Clemente XIII
- Cardinale Marcantonio Colonna
- Cardinale Giacinto Sigismondo Gerdil, B.
- Cardinale Filippo Casoni